# Anne Van Asbroeck
Pour les articles homonymes, voir Asbroeck.
Anne Van Asbroeck, née le 1er janvier 1957 à Ixelles est une femme politique belge flamande, membre de Sp.a.

## Fonctions politiques
- Ministre flamande des affaires bruxelloises et de l'égalité des chances (20-06-1995 - 21-09-1997)
- Députée bruxelloise :
  - 26-02-1999 - 12-06-1999 en remplacement de Michiel Vandenbussche
  - 06-06-2003 - 13-11-2003 en remplacement de Adelheid Byttebier